# 金マルク
金マルク（きんマルク、ドイツ語: Goldmark）は、ドイツ帝国で1873年から1914年にかけて使用された通貨である。
正式名称は単にマルクだが、区別のために金マルクと呼ばれる。

## 歴史

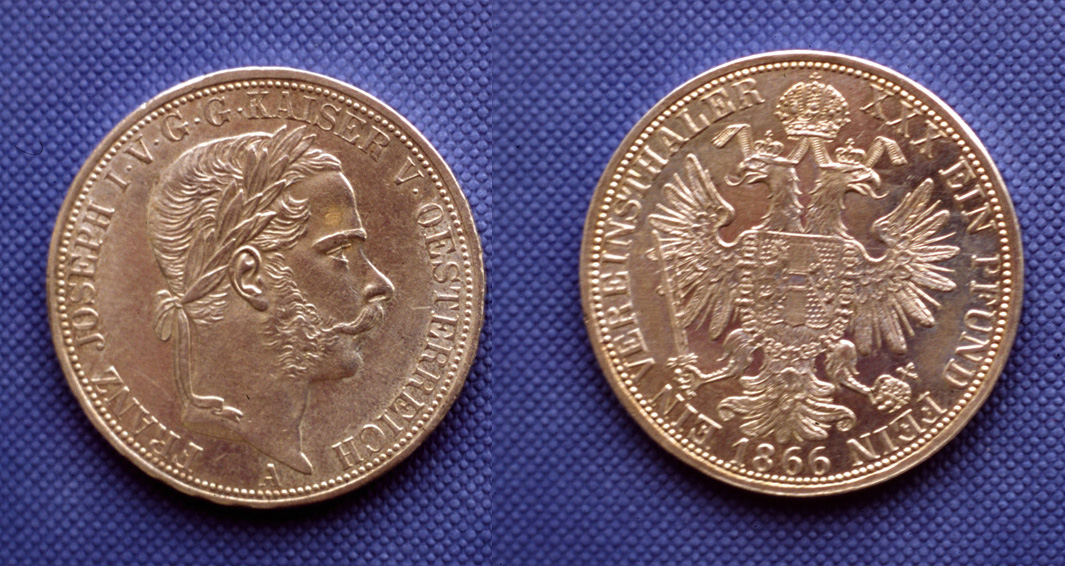
オーストリアの統一ターラー銀貨

ドイツ帝国成立以前、ドイツには多くの領邦が分立しており、それぞれが様々な通貨を発行していたが、それらの多くはターラーの一種で純銀16⅔グラムを含む銀貨であるVereinsthaler（統一ターラー）と交換できた。マルクは銀よりも金を基盤とする通貨であったが、慣例として3マルク＝1 Vereinsthaler という固定交換レートが用いられた。ドイツ南部では既にGulden（南ドイツグルデン）という金貨が勘定の基本単位として用いられていた。これは4⁄7 統一ターラーに相当し、従って、新しい通貨制度においては1.71 (1 5⁄7)マルクに相当する事になった。プロイセン王国では1851年に王立の紙幣印刷局も創設されていた。
ブレーメンは、それまでThaler（ブレーメン・ターラー）という通貨を用いていた。これはマルクと1 金Thaler = 3.32 (3 9⁄28) マルクの率で直接交換された。ハンブルクは、1873年まで独自のマルク（ハンブルク・マルク）という通貨を使っていた。これは新しい金マルクとの間で、1 ハンブルクマルク= 1.2 金マルクの率で交換された。
1876年1月1日以降、マルクは唯一の法定通貨となった。このマルクを現在「金マルク」と呼んでいる。金マルクは2790マルクで1キログラムの純金と等価という金本位通貨であった（1マルク=純金358mg）。一方、マルクと金の兌換が停止された1914年8月4日以降のドイツマルクはパピエルマルクという用語で呼ばれている。
つまり、「金マルク」という名称は、第一次世界大戦によるハイパーインフレーションの間に貨幣価値が急激に失われる事となったパピエルマルクと区別するために後に作られた用語である。ヴェルサイユ条約に基づく戦争賠償では、ドイツはパピエルマルクではなく金マルクで1320億マルク（純金に換算すると、47,256トン相当）の支払いを求められた。

## コイン
1ペニヒから1マルクまでの各種のコインが統一デザインで帝国全土に発行された。その一方で、1マルクより上の通貨は帝国の各構成国ごとに発行され、その裏面は統一デザインとしてドイツ帝国国章である鷲の紋章（ライヒスアドラー）とし、表面は各国独自のデザインを採用した。表面のデザインは各国の君主の肖像が一般的であったが、自由都市であるブレーメン、ハンブルク、リューベックでは市章が用いられた。小さな国が発行した通貨は非常に少数であったため、それらは非常に希少価値が高い。この当時、唯一リッペ侯国だけが金貨を発行しなかった国である。

### 卑金属コイン
- 1 ペニヒ (銅: 1873-1916年, アルミニウム: 1916-1918年)
- 2 ペニヒ (銅: 1873-1916年)
- 5 ペニヒ (白銅: 1873-1915年, 鉄: 1915-1922年)
- 10 ペニヒ (白銅: 1873-1916年, 鉄と亜鉛: 1915-1922年)
- 20 ペニヒ (白銅, 1887-1892年)
- 25 ペニヒ (ニッケル, 1909-1912年)
- 50 ペニヒ (アルミニウム, 1919-1922年)

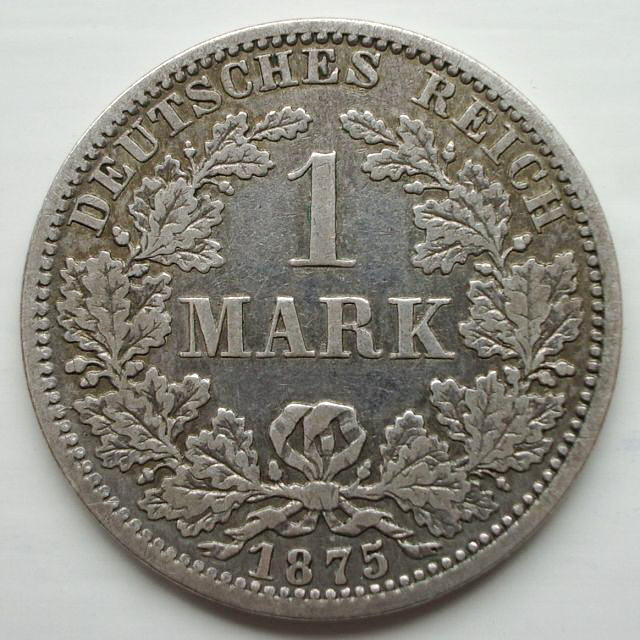
1マルク銀貨（1875年鋳造）

### 銀貨
銀貨は純度.900で1マルクにつき5グラムの銀で製造された。2マルクと5マルクの銀貨の製造は1915年には終了したが、1マルクのコインは1916年まで製造された。少数ながら3マルクコインも1918年まで製造され、また1/2マルクコインは銀貨として1919年まで製造された。
- 20 ペニヒ, 1.1111 g (銀 1 g ), 1878 年まで発行されたのみ
- 1/2 マルク あるいは 50 ペニヒ, 2.7778 g (銀 2.5 g)
- 1 マルク, 5.5555 g (銀 5 g)
- 2 マルク, 11.1111 g (銀 10 g)
- 3 マルク, 16.6667 g (銀 15 g), 1908 年以降製造。
- 5 マルク, 27.7778 g (銀 25 g)

3マルクコインは以前の通貨であるVereinsthalerの代替として導入されたものであるが、Vereinsthalerの銀含有量は3マルクコインを若干上回っていた。
しかしながら、5マルクコインの銀含有量は古いターラー銀貨（及びその他のクラウンサイズのコイン）とかなり近い。

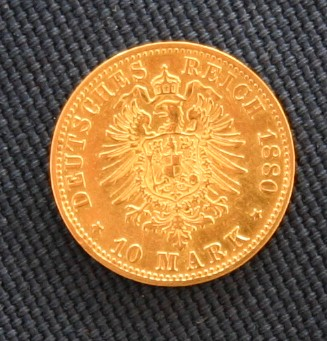
10マルク金貨（1880年鋳造）

### 金貨
金貨は純度.900で、2790マルク=金1キログラム（1マルク＝約0.358グラム）となるように製造された。金貨の製造は1915年で終了した。なお、5マルク金貨が製造されたのは1877～1878年のみである。
- 5 マルク, 1.9912 g (金 1.7921 g)
- 10 マルク, 3.9825 g (金 3.5842 g)
- 20 マルク, 7.965 g (金 7.1685 g)

## 銀行券

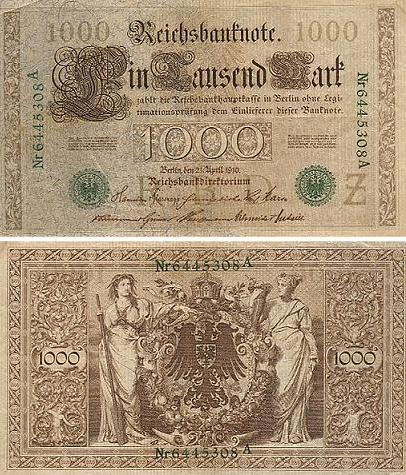
1000金マルク紙幣（1910年）

銀行券は帝国国庫及びドイツ帝国銀行(Reichsbank)から発行され、帝国のいくつかの構成国の銀行からも発行された。帝国国庫発行の帝国紙幣(Reichskassenschein)は5、10、20、50マルクが発行された一方、ドイツ帝国銀行券(Reichsbanknote)は20、50、100、1000マルクが発行された。1914年以降に発行されたこれらの銀行券はパピエルマルクと呼ばれる。

## 通貨記号
マルクの通貨記号はUnicodeの2133番のℳであり、ペニヒの通貨記号はUnicodeの20b0番の₰である。